# Hotel Føroyar

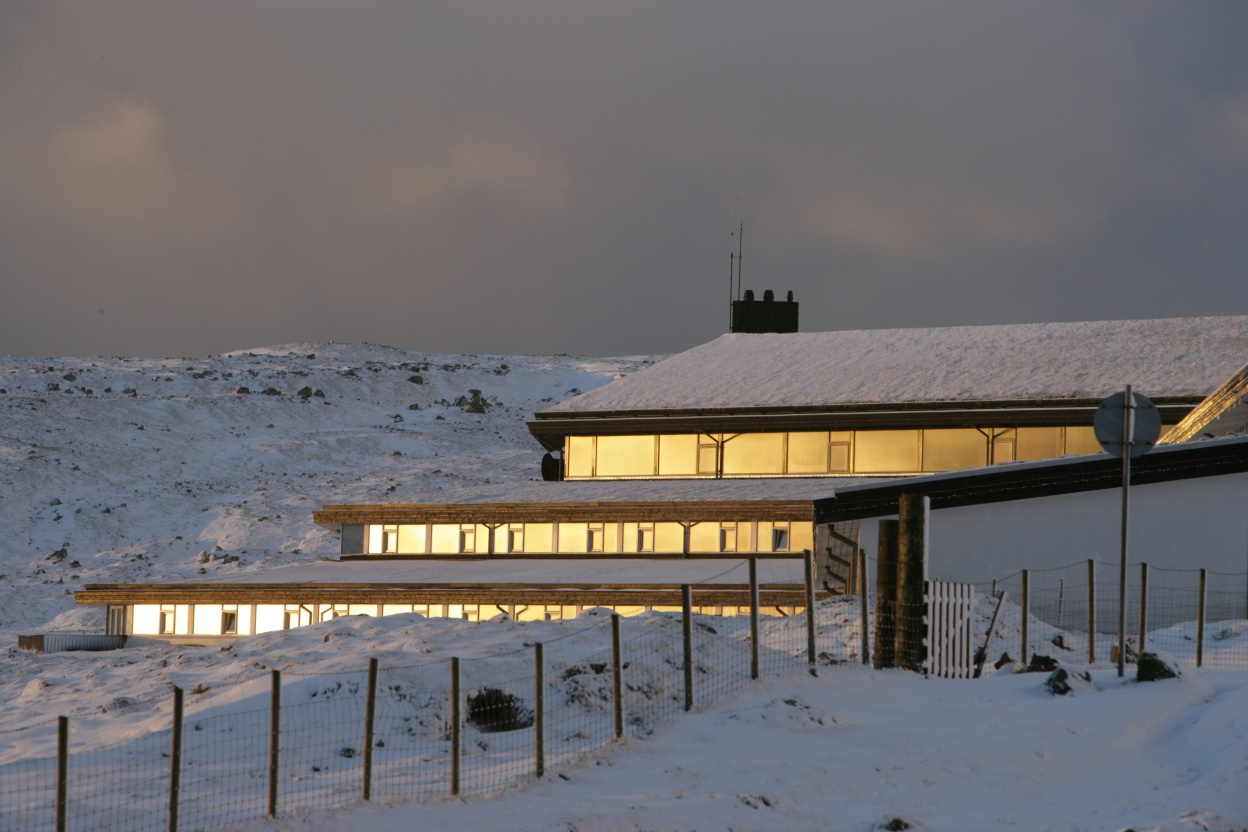
Hotel Føroyar på vintern

Hotel Føroyar är ett hotell i den färöiska huvudstaden Torshamn. Hotellet har 216 bäddar och är landets största. Tillsammans med Hotel Hafnia är hotellet de enda som har fyra stjärnor.
Hotellet i sin nuvarande byggnad grundades år 1983 som Hotel Føroyar, men kort tid senare köpte redaren Jákup Joensen (Jákup í Lopra) hotellet och döpte om det till Hotel Borg. Redaren ägde flera fisketrålare, som alla hade namn som slutade på "borg", t.ex. Akraborg, Nýborg och Polarborg. År 1991 köpte rederiet Smyril Line hotellet, som igen fick namnet Hotel Føroyar. Innan hotellet byggdes, låg Hotel Føroyar i en annan byggnad centralt i staden vid Kongabrúgvin, i byggnaden där Tryggingarfelagið Føroyar nu finns.
Hotellet, som är designat av de danska arkitekterna Friis & Moltke, räknas som en av de vackraste byggnaderna i huvudstaden. Hotellet är beläget strax utanför staden vid bergsvägen mot norr. Härifrån får man en bra utsikt över Tórshavn med sin hamn och ön Nólsoy.
Hotel Føroyar är också en plats för konferenser och andra begivenheter. Restaurangen Koks tillagar också färöisk mat och räknas till landets bästa. År 2005 såldes hotellet av rederiet Smyril Line till en grupp av hotellets personal.
Vid sidan av hotellet finns även vandrarhemmet Vallaraheimið Tórshavn.